# 奥伯基希 (瑞士)
奥伯基希（德語：Oberkirch，發音：[ˈoːbərkɪrç] ⓘ）是瑞士卢塞恩州的市镇，面积10.95平方千米，2018年12月31日人口为4,707人。